# OGX
OGX es una empresa del grupo EBX especializada en la exploración y producción de petróleo y gas natural. Surgió en 2007 tras adjudicarse los derechos para explorar y extraer crudo en 21 áreas petroleras en el litoral brasileño. Formada por las sociedades OGX Petroleo e Gás Participações S.A., OGX Petroleo e Gás S.A., OGX Internacional e OGX Austria, la empresa abrió su capital accionario en el año 2008. Poco después, en 2012 la compañía anunció una reducción de sus previsiones de extracción de petróleo y el 1º de octubre de 2013 incumplió el pago de 44,5 millones de dólares en concepto de intereses. El 30 de octubre de ese mismo año OGX se declaró en bancarrota, siendo al momento la mayor quiebra registrada en América Latina.

## Historia

### Surgimiento
La empresa surgió en 2007 contando entre sus filas con hombres relevantes como el expresidente de Petrobras Francisco Gros y el geólogo Pablo Mendonca, quien también había trabajado en el Estado.
OGX debutó en la subasta de la Agencia Nacional del Petróleo, Gas Natural y Biocombustibles en la 9.ª ronda de ofertas como operador clase B, conformado por empresas que sólo puede operar en tierra y aguas poco profundas. Allí adquirió 21 bloques de las cuencas de Campos y Santos, pagando 1.471 millones de dólares en bonos de los Estados Unidos.
La compañía debutó en la Bovespa el 13 de junio de 2008, alcanzó su cenit el 15 de octubre de 2010, fecha en que sus acciones tocaron los 23,27 reales (10,6 dólares) alcanzando un valor de mercado de 75.200 millones de reales (más de 34.000 millones de dólares).
OGX descubrió crudo en su yacimiento Tubarão Azul y comenzó la producción en enero de 2012.

### Caída
En junio de 2012, OGX redujo sus expectativas de extracción de crudo a 5.000 barriles diarios, lejos de los 15.000 prometidos. La justificación esgrimida por la empresa se basaba en las dificultades técnicas para extraer crudo a varios kilómetros de profundidad, en el océano Atlántico. En apenas dos días, sus acciones cayeron más de un 40%, lo que le hizo perder 4500 millones de euros.
El 1º octubre de 2013 la empresa anunció que suspendería el pago de unos 44,5 millones de dólares en intereses referentes a títulos emitidos en el exterior e intentó reestructurar su deuda en el plazo legal de 30 días. Sin embargo, no se llegó a ningún acuerdo y el 30 de octubre OGX declaró en quiebra sus 3.600 millones de dólares en bonos. La empresa se encuentra actualmente en proceso de reestructuración corporativa, basando sus esperanzas en iniciar lo antes posible la producción del yacimiento llamado "Tubarão Martelo", ubicado mar adentro.

### Repercusión dentro de EBX
Cuando a mediados de 2012 se redujeron las perspectivas de producción de OGX, Eike Batista inició la reestructuración de su grupo para salvar a la compañía. Para ello vendió una importante participación de sus empresas MPX Energia SA y LLX Logística SA, esta última responsable de la construcción de un gigantesco puerto en el norte del estado de Río de Janeiro, otro de los grandes proyectos de Batista.
Otra de las empresas afectadas fue MMX, dedicada a la explotación de mineral de hierro (materia prima del cual se extrae el hierro), donde Batista decidió vender el 65% del proyecto Porto Sudeste, en Río de Janeiro.
Pero sin dudas la empresa más afectada dentro del grupo era OSX, el astillero naval fundado para construir plataformas petroleras y alquilárselas a OGX. La empresa se declaró en bancarrota el 11 de noviembre de 2013, con una deuda cercana a US$2.300 millones, de los cuales casi US$1000 millones pertenecían al banco estatal brasileño Caixa Económica Federal y al banco de desarrollo brasileño BNDES.